# Alue Tho (Peureulak Timur)
Alue Tho is een bestuurslaag in het regentschap Aceh Timur van de provincie Atjeh, Indonesië. Alue Tho telt 192 inwoners (volkstelling 2010).